# Spynie Palace
Spynie Palace is een twaalfde-eeuws kasteel, gelegen drie kilometer ten noorden van Elgin in de Schotse regio Moray. Het grootste deel van het huidige kasteel is vijftiende-eeuws. Het was de zetel van de bisschoppen van Moray tot 1689.

## Geschiedenis

### Voor de reformatie

#### Ontstaan
In 1207/8 koos bisschop Brice van Douglas de kerk van Spynie als zijn kathedraal. Zijn opvolger Andrew verkoos echter Elgin als plaats voor de kathedraal, maar bleef in Spynie wonen.
De eerste referentie naar Spynie Castle in de archieven dateert uit de late dertiende eeuw. In 1362 ontving bisschop John David II van Schotland als gast en later in het jaar stierf hij in the castle of Spynie. Vanaf 1370 betaalde bisschop Alexander Bur aan Alexander Stewart, graaf van Buchan en zoon van Robert II van Schotland, beschermingsgeld om zijn landen en mensen te verdedigen. In 1390 zocht de bisschop echter bescherming bij Thomas Dunbar, zoon van de graaf van Moray. Dit leidde ertoe dat de graaf van Buchan in juni 1390 Elgin in brand stak inclusief de kathedraal. In augustus beval Robert III van Schotland aan zijn broers, de graven van Buchan en Moray, om het castle of Spynie met rust te laten. Het is onbekend of Spynie gedurende deze periode schade heeft opgelopen.

#### Graaf van Buchan
In 1397 stierf bisschop Alexander in Spynie en verviel het kasteel aan de kroon. De graaf van Buchan, bijgenaamd de Wolf of Badenoch, werd aangesteld als beheerder. In mei 1398 moest hij het kasteel overdragen aan de nieuwe bisschop, William.

#### John van Winchester
Jacobus II van Schotland bezocht tussen november 1456 en juli 1457 bisschop John van Winchester in Spynie. In 1460 overleed bisschop John en werd begraven in een tombe in Elgin Cathedral.

#### David Stewart
Tussen 1462 en 1477 herbouwde bisschop David Stewart het kasteel. Hij voegde onder andere een grote woontoren toe, die daarna bekend werd onder de naam David's Tower.

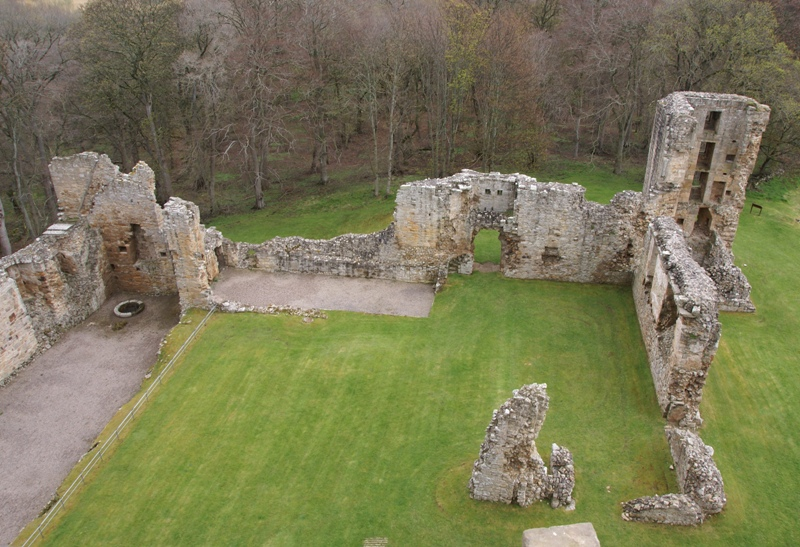
Links de great hall in de noordvleugel, in het midden de oostelijke poort en rechts de zuidoostelijke toren

#### Patrick Hepburn
In 1538 werd Patrick Hepburn bisschop van Moray. Hij was de laatste katholieke bisschop voor de reformatie.
Op 17 september 1562 bezocht Maria I van Schotland Spynie Palace en verbleef er twee dagen. Zeven dagen ervoor had haar leger de kapitein van Inverness Castle, George Gordon, de vierde graaf van Huntly, gedwongen het kasteel aan haar over te geven. Na haar bezoek aan Spynie, versloeg zij op 28 oktober tijdens de Slag van Corrichie in Aberdeenshire de graaf volledig.
In februari 1567 huwde Maria I haar derde man, James Hepburn, vierde graaf van Bothwell, een familielid van de bisschop. Op 15 juni werd de koningin bij de Slag van Carberry gevangengenomen en vluchtte Bothwell naar Spynie. In die tijd was de Engelse spion Christopher Rokesbye gevangene in Spynie Palace en hij meldde dat een samenzwering was geweest om James te vermoorden. Betrokken waren onder meer de graaf van Huntly en drie zonen van de bisschop. Bothwell wist zijn dood te voorkomen door een van de zonen van de bisschop te doden en zich te laten beschermen door zijn eigen mannen. Op het eind van het jaar vluchtte hij naar Orkney en vandaar uit naar Noorwegen in ballingschap.

### Na de reformatie
In 1573 werd George Douglas benoemd tot eerste niet katholieke bisschop van Moray. In 1587 annexeerde de kroon de landen van de bisschop, al bleef Spynie Palace bewoond door de bisschop.
In 1589 bezocht James VI van Schotland tweemaal Spynie Palace.

#### Baronie
Toen in 1589 de bisschop overleed, nam de graaf van Huntly het kasteel in om meteen te worden uitgedaagd door de graaf van Moray. De koning loste de twist op door van Spynie een baronie te maken en die te schenken aan Alexander Lyndsay, broer van de graaf van Crawford. Huntly wilde echter het kasteel niet opgeven. Toen Lindsay poogde het kasteel met geweld in te nemen, werd hij gevangengenomen en werd pas door Huntly vrijgelaten na overeengekomen te zijn dat Huntly aan zou blijven als erfelijke beheerder van het kasteel. De vete tussen Moray en Huntly werd uiteindelijk beëindigd in 1591 door het vermoorden van Moray en een korte gevangenisstraf voor Huntly.

#### Convenanters
Onder de regering van Karel I van Engeland werd in 1638 door een groep geestelijken en leken een protest ingediend dat zij niet wilden dat de kerk van Schotland werd omgevormd tot eenzelfde structuur als de kerk van Engeland had. Een jaar later werd besloten het ambt van bisschop op te heffen. In die tijd was John Guthrie van Moray bisschop wonende in Spynie Palace. In 1639 werd hem het recht om te preken in Elgin ontnomen. De convenanters vielen hem echter niet lastig in zijn eigen kasteel. Bij een provinciale synode in 1640 werd hij beschuldigd van preken in een kapel bij Spynie en dat hij het covenant niet wilde ondertekenen. Een groep van 800 convenanters trok vervolgens naar Spynie. Bisschop Guthrie gaf zich over en zijn wapenschilden werden verwijderd van het kasteel; hij mocht er wel blijven wonen. Later dat jaar werd hij beschuldigd van simonie (het handelen in kerkelijke privileges), het dopen van onwettige kinderen, dansen en soortgelijke zaken. Hij werd gearresteerd en gevangengezet.
In 1641 gaf Karel I het kasteel aan de graaf van Moray. Morays neef, John Innes van Leuchars, werd aangesteld als beheerder. In april 1642 werden de meubels van de bisschop verhuisd naar Dundee en zijn vrouw trok volgde in mei. In november werd Guthrie vrijgelaten en trok zich terug in Angus, waar hij in 1649 overleed.
In mei 1645 werd Spynie Palace zonder succes belegerd door de graaf van Huntly. Montrose was een campagne begonnen tegen de convenanters om Karel I te steunen. Op 9 mei versloeg Montrose de convenanters bij Auldearn nabij Nairn en bezette twee dagen later Elgin. Vervolgens vond de genoemde belegering plaats.
In 1662 werd Murdo Mackenzie aangesteld als bisschop van Moray. Hoewel het parlement hem 1000 pond toezegde om Spynie Palace te herstellen, wees hij erop dat er meer geld nodig zou zijn om het kasteel weer bewoonbaar te maken.
In 1689 werd bij parlementsbesluit het bisschopsambt opgeheven in de Church of Scotland. Bisschop Hay, pas aangesteld in 1688, werd van zijn ambt ontheven. Hay trok naar Inverness waar hij in 1707 overleed.
Spynie Palace verviel tot een ruïne. In 1973 gaf Alexander Dunbar van Pitgaveny het kasteel in staatsbeheer.

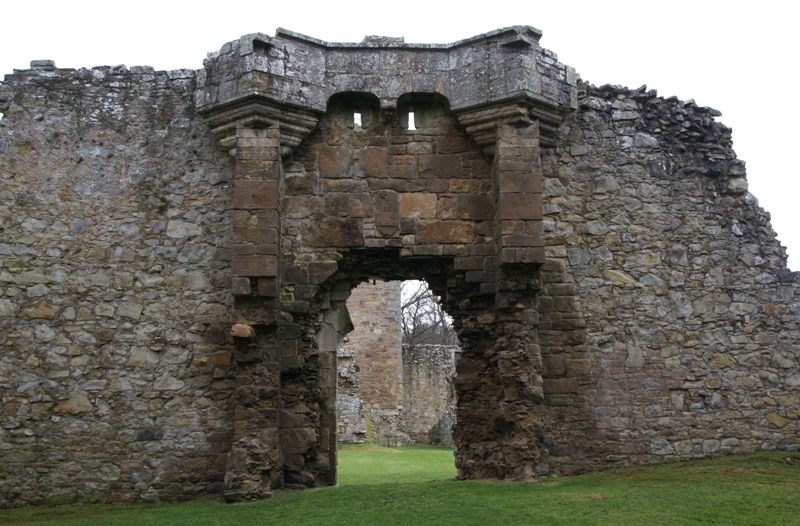
Oostelijke poort met moordgaten en borstwering

## Bouw
Spynie Palace is gelegen aan de zuidzijde van het Loch of Spynie dat met de zee in verbinding stond. Het oudste metselwerk stamt uit de veertiende eeuw.
In de late vijftiende eeuw bouwde bisschop David Stewart een woontoren die daarna bekend werd als David's Tower. De toren werd gebouwd op de fundamenten van een oudere, cilindervormige toren. De toren bevatte de privévertrekken van de bisschop. De oude, veertiende-eeuwse great hall in de westvleugel werden omgebouwd tot keuken. David's Tower bestond uit zes verdiepingen en was 22 meter hoog. Aan de buitenkant meet de toren 19 bij 13,5 meter. De toren werd afgebouwd door bisschop William Tulloch en aangepast door bisschop Patrick Hepburn. De wapenschilden van deze drie bisschoppen bevinden zich aan de zuidzijde van de toren, samen met het koninklijke wapen.
Eind twintigste eeuw is een steunmuur tegen de toren aangezet, in de richting waar vroeger een buitenmuur heeft gelopen, om instorting van de toren te voorkomen. Verder is er een loopbrug en een nieuw dak aangebracht.
Rond 1500 werd er een great hall bijgebouwd aan de noordzijde van de binnenplaats. Aan de westkant bevond zich de waterpoort, een uitgang aan de kant van Spynie Loch, met daarachter de keukens, bakhuis en brouwerij. Daarnaast lag de noordwestelijke toren die in eerste instantie kamers had, maar na 1689 werd omgebouwd tot duiventil.
De laatste katholieke bisschop Patrick Hepburn had nog schietgaten toegevoegd onderaan de toren om artillerieverdediging mogelijk te maken.
Rond 1450 werd er door bisschop John van Winchester een imposant poortgebouw toegevoegd aan de oostzijde. De poort kende onder andere moordgaten en een borstwering ter verdediging. De oorspronkelijke veertiende-eeuwse ingang aan de zuidzijde, 3,15 meter breed, werd dichtgemetseld. Verder waren in de oostelijke vleugel de stallen ondergebracht.
De zuidoostelijke toren was een simpele rechthoekige toren met kamers ten behoeve van de staf van de bisschop en na de reformatie voor de familie van de bisschop.
De zuidelijke vleugel werd na het bouwen van de oostpoort omgebouwd tot kapel. In de zuidmuur werd een piscina gebouwd.

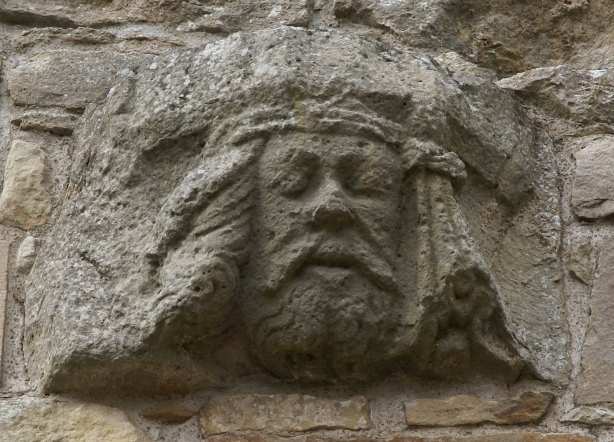
Kraagsteen in great hall

## Beheer
Spynie Palace wordt sinds 1973 beheerd door Historic Environment Scotland.